# アンドレ・ナシメント
アンドレ・ルイス・ダ・シウバ・ナシメント（André Luiz da Silva Nascimento, 1979年3月4日 - ）は、ブラジルの元男子バレーボール選手。ポジションはオポジット。元ブラジル代表。

## 来歴
1999年、ブラジルスーパーリーガのミナス・ベロオリゾンテに入団。2002年にギリシャA1リーグのパナシナイコスへ移籍。2004年に在籍したスーパーリーガのスザーノ・サンパウロでは、2004-2005シーズンのベストスコアラー賞を獲得した。翌2005年からはイタリア・セリエAのクラブチームで3シーズンプレーし、2008年に古巣のミナスへ移籍した。2011年9月、サントリーサンバーズへ移籍。
2000年代のブラジルの高速バレーをライトポジションから担うサウスポーのオポジットとしてナショナルチームでも活躍し、ブラジル代表として通算170試合に出場。2001年ワールドリーグでベストスパイカー賞を受賞、2002年世界選手権でもチームの初優勝に貢献するとともにベストスパイカー賞を受賞した。2005年ワールドグランドチャンピオンズカップでMVPとベストスコアラー賞をダブル受賞、2006年ワールドリーグではベストサーバー賞を受賞した。
オリンピックには2大会出場し、2004年アテネオリンピックで金メダルを獲得、2008年北京オリンピックでは銀メダルの獲得に貢献した。

## 球歴
- オリンピック - 2004年（金メダル）、2008年（銀メダル）
- 世界選手権 - 2002年、2006年（金メダル）
- ワールドカップ - 2003年、2007年（金メダル）
- ワールドグランドチャンピオンズカップ - 2005年（優勝）
- ワールドリーグ - 2001年、2003年、2004年、2005年、2006年、2007年（優勝）

## 所属クラブ
- ミナス・テニス・クルーベ（1999-2002年）
- パナシナイコス（2002-2004年）
- スザーノ・サンパウロ（2004-2005年）
- トレンティーノ・バレー（2005-2007年）
- パッラヴォーロ・モデナ（2007-2008年）
- ミナス・テニス・クルーベ（2008-2011年）
- サントリーサンバーズ（2011-2012年）
- Canoas（2012-2013年）
- Voleisul/Paquetá Esportes（2013-2014年）
- Montes Claros Vôlei（2015-2016年）
- Vôlei Itapetininga（2016-2018年）